# Tin Ha Shan
Tin Ha Shan (kinesiska: 田下山) är en kulle i Hongkong (Kina). Den ligger i den östra delen av Hongkong. Toppen på Tin Ha Shan är 241 meter över havet, eller 136 meter över den omgivande terrängen. Bredden vid basen är 0,97 km.
Terrängen runt Tin Ha Shan är huvudsakligen kuperad, men österut är den platt. Havet är nära Tin Ha Shan åt sydost.  Centrala Hongkong ligger 13,1 km väster om Tin Ha Shan. 